# Saint-Hilaire-du-Bois (Gironde)
Saint-Hilaire-du-Bois település Franciaországban, Gironde megyében. Lakosainak száma 80 fő (2022. január 1.). Saint-Hilaire-du-Bois Sauveterre-de-Guyenne, Camiran, Saint-Félix-de-Foncaude, Saint-Martin-de-Lerm, Saint-Martin-du-Puy és Saint-Sulpice-de-Pommiers községekkel határos.

## Népesség
A település népessége az elmúlt években az alábbi módon változott:
| Lakosok száma | 104  | 84   | 97   | 89   | 73   | 73   | 78   | 79   | 81   | 80   |
|               | 1968 | 1982 | 1990 | 2006 | 2013 | 2015 | 2017 | 2019 | 2020 | 2022 |